# Nelson Demarco
Nelson Walter Demarco Riccardi (Montevideo, 6. veljače 1925. – Montevideo, 21. srpnja 2009.), urugvajski je profesionalni košarkaš koji se natjecao na tri Olimpijade.

## Karijera
Demarco je s urugvajskom reprezentacijom osvojio dvije brončane medalje; na Olimpijskim igrama 1952. i Olimpijskim igrama 1956. S urugvajskom momčadi je osvojio i jedno srebro (1945.) te četiri zlata (1947., 1949., 1953. i 1955.) na južnoameričkom košarkaškom prvenstvu.
Njegovi posmrtni ostaci leže na groblju Cementerio del Norte u Montevideu .